# Giuliano de Fazio

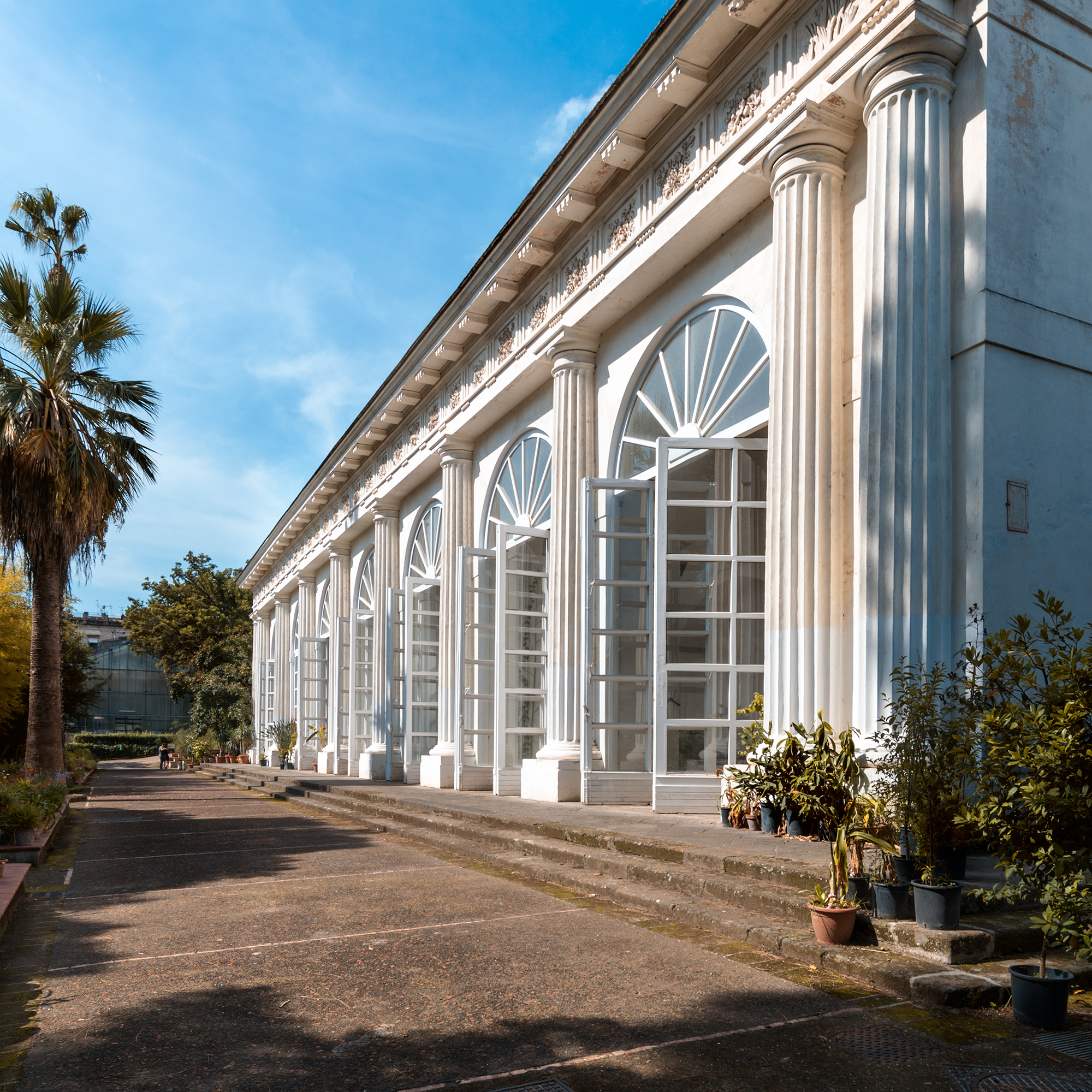
Serra Merola, Orto botanico di Napoli

Giuliano de Fazio (Portici, 7 aprile 1773 – Napoli, 8 novembre 1835) è stato un architetto e ingegnere italiano.

## Biografia
Nato a Portici da Pietro, capo giardiniere della Reggia, e da Felicia Fiorillo, divenne ben presto allievo di Nicola Fergola e successivamente di Pompeo Schiantarelli. Durante la fase napoleonica ottenne numerosi incarichi di prestigio, nel 1808 progettò l'orto botanico di Napoli. Negli stessi anni fu nominato Ingegnere del Corpo degli Ingegneri di Ponti e Strade, istituito da Gioacchino Murat nel 1809 e riorganizzato dallo stesso nel 1811 con la fondazione della Scuola di Applicazione degli Ingegneri di Ponti e Strade. Attraverso la nomina di suddetto Corpo, il De Fazio si occupò di progettare importanti vie di collegamento della capitale e della sistemazione dei porti del Regno. Nel 1809 sistemò il porto di Nisida e contemporaneamente iniziò degli studi sulle strutture portuali romane che divennero la base del saggio Intorno al miglior sistema di costruzione de' porti, pubblicato nel 1828. Nel 1813 lavorò ad un miglioramento dei porti pugliesi dai fenomeni di insabbiamento da parte delle correnti marine. Al 1814 risale la proposta di ripristinare il molo giuliano del porto di Pozzuoli realizzato su piloni con l'intenzione di verificare la validità della tesi delle strutture portuali a traforo. Nello stesso periodo eseguì il progetto per un arco di trionfo da posizionarsi al termine della strada di Campo di Marte. 
Con la caduta del governo francese, la sua posizione a livello accademico rimase invariata e nel 1819 presentò al governo borbonico il progetto per il carcere di Avellino secondo il modello panottico di Jeremy Bentham e nel 1821 entrò nella Commissione Esaminatrice della Direzione Generale del Corpo Reale di Ingegneri di Ponti e Strade, insieme a Bartolomeo Grasso, Luigi Malesci e Carlo Afan de Rivera, incaricata di esaminare il progetto di Luigi Oberty per il carcere di Avellino. Negli stessi anni, dopo aver partecipato alla costruzione del lazzaretto sull'isola di Nisida, venne chiamato per convertire la torre di guardia in un bagno penale . Nel 1826 pubblicò Principii generali su’quali è fondata la buona architettura dei lazzaretti, insieme all'ingegnere Antonio Maiuri, e nel contempo fu nominato Ispettore Generale della Scuola di Applicazione degli Ingegneri di Ponti e Strade e socio ordinario dell'Accademia di Belle Arti. Come architetto municipale progettò la Riviera di Chiaia e partecipò al concorso della Basilica reale pontificia di San Francesco di Paola, senza vincerlo. Come pubblicista fece stampare i vari discorsi sui moli tra il 1814 e il 1832, le conoscenze apprese dal De Fazio in materia furono successivamente tradotte negli annales della Scuola Politecnica parigina. 
Morì nel 1835, a 62 anni.